# 彼得·弗尔克
彼得·弗尔克（捷克語：Petr Vlk，1964年1月7日—），生于哈夫利奇库夫布罗德，捷克男子冰球运动员。他曾代表捷克斯洛伐克国家队参加1988年冬季奥林匹克运动会冰球比赛，获得第六名。